# Радостина Кънева
Радостина Кънева е изпълнителка на народни песни от Тракийския край. Родена е в Самуилово, в семейство с музикални традиции. Изнася многобройни концерти в България и зад граница. Името ѝ е включено в учебник по музика за 6. клас.
Прави първите си записи през 1993 г., в БНР, заедно с инструментална група „Стралджа“. От 1994 е солистка на ИГ „Българи“, с които прави 5 турнета в САЩ. Имала е изпълнения и с хоровете „Ангелските гласове“, „Космически гласове от България“ и с Нешко Нешев.
Изпълнява песните си с много чувство, като предава вярно особеностите на тракийския диалект. Репертоарът ѝ включва песни като „Раснало дърво високо“.
Патрон е на конкурс за млади изпълнители на народни песни.

## Репертоар
- „Раснало дърво високо“[1]
- „Не казвай любе лека нощ“
- „Провикнала се Боряна“
- „Една ми мома расла“
- „Иван на Милка думаше“
- „Мари Тодоро“
- „Мерак метнах мила мамо“
- „Седнала е бяла Неда“
- „Слушайте бре ергени“
- „Мама на Георги думаше“
- „Паднала е слана есенна“
- „Кацнала ми е сива гълъбка“
- „Ходила Яна с хайдути“
- „Кавали свирят“
- „Прошка“
- „Заспала е Добра“
- „Ситен дъждец“
- „Пустото ми сърце“
- „Чавдар за Ралица проводи“
- „Стоян на чардак седеше“
- „Тръгнала е бяла Дона“
- „Стефан на Нанка думаше“
- „Бяла Марийка“
- „Легнала болна Драгана“
- „Рано ранила Грозданка“, дует с Данислав Кехайов